# 蒂亞戈·伊洛里
蒂亞戈·阿比奧拉·德爾芬·阿爾梅達·艾羅尼（葡萄牙語：Tiago Abiola Delfim Almeida Ilori；1993年2月26日—）是一位葡萄牙足球運動員。在場上的位置是中堅。他曾代表葡萄牙U21國家隊參賽。

## 外部連結
- 蒂亞戈·伊洛里於ForaDeJogo的個人資料
- Stats and biography at Wiki Sporting （葡萄牙文）
- 足球数据库：蒂亞戈·伊洛里的球员统计数据
- National team data （葡萄牙文）
- 蒂亞戈·伊洛里 – FIFA國際賽競賽紀錄 (存檔)
- UEFA.com stats （页面存档备份，存于）